# Giovanni Mandrino
Giovanni Mandrino (13 maggio 1904 – ...) è stato un calciatore italiano, di ruolo centrocampista.

## Carriera
Giocò 9 partite in Serie A con il Casale.

## Palmarès

### Club

#### Competizioni nazionali
- Serie B: 1

Casale: 1929-1930